# Норвегия на зимних Олимпийских играх 1924
Норвегия принимала участие в зимних Олимпийских играх 1924 года и завоевала четыре золотые, семь серебряных и шесть бронзовых медалей.

## Медалисты
| Медаль  | Спортсмен             | Вид спорта         | Дисциплина                       |
| ------- | --------------------- | ------------------ | -------------------------------- |
| Золото  | Торлейф Хёуг          | Лыжные гонки       | Мужчины, 18 км                   |
| Золото  | Торлейф Хёуг          | Лыжные гонки       | Мужчины, 50 км                   |
| Золото  | Торлейф Хёуг          | Лыжное двоеборье   | Мужчины                          |
| Золото  | Якоб Туллин Тамс      | Прыжки с трамплина | Мужчины                          |
| Серебро | Йохан Грёттумсброттен | Лыжные гонки       | Мужчины, 18 км                   |
| Серебро | Торальф Стрёмстад     | Лыжные гонки       | Мужчины, 50 км                   |
| Серебро | Торальф Стрёмстад     | Лыжное двоеборье   | Мужчины                          |
| Серебро | Нарве Бонна           | Прыжки с трамплина | Мужчины                          |
| Серебро | Оскар Ольсен          | Конькобежный спорт | Мужчины, 500 м                   |
| Серебро | Роальд Ларсен         | Конькобежный спорт | Мужчины, 1500 м                  |
| Серебро | Роальд Ларсен         | Конькобежный спорт | Мужчины, классическое многоборье |
| Бронза  | Йохан Грёттумсброттен | Лыжные гонки       | Мужчины, 50 км                   |
| Бронза  | Йохан Грёттумсброттен | Лыжное двоеборье   | Мужчины                          |
| Бронза  | Роальд Ларсен         | Конькобежный спорт | Мужчины, 500 м                   |
| Бронза  | Сигурд Моэн           | Конькобежный спорт | Мужчины, 1500 м                  |
| Бронза  | Роальд Ларсен         | Конькобежный спорт | Мужчины, 5.000 м                 |
| Бронза  | Роальд Ларсен         | Конькобежный спорт | Мужчины, 10.000 м                |